# مارتن لوبيز
مارتن لوبيز (بالسويدية: Martin Lopez)‏ هو طبال سويدي، ولد في 20 مايو 1978 في ستوكهولم في السويد.

## وصلات خارجية
- مارتن لوبيز على موقع ميوزك برينز (الإنجليزية)
- مارتن لوبيز على موقع ديسكوغز (الإنجليزية)